# 黄负生

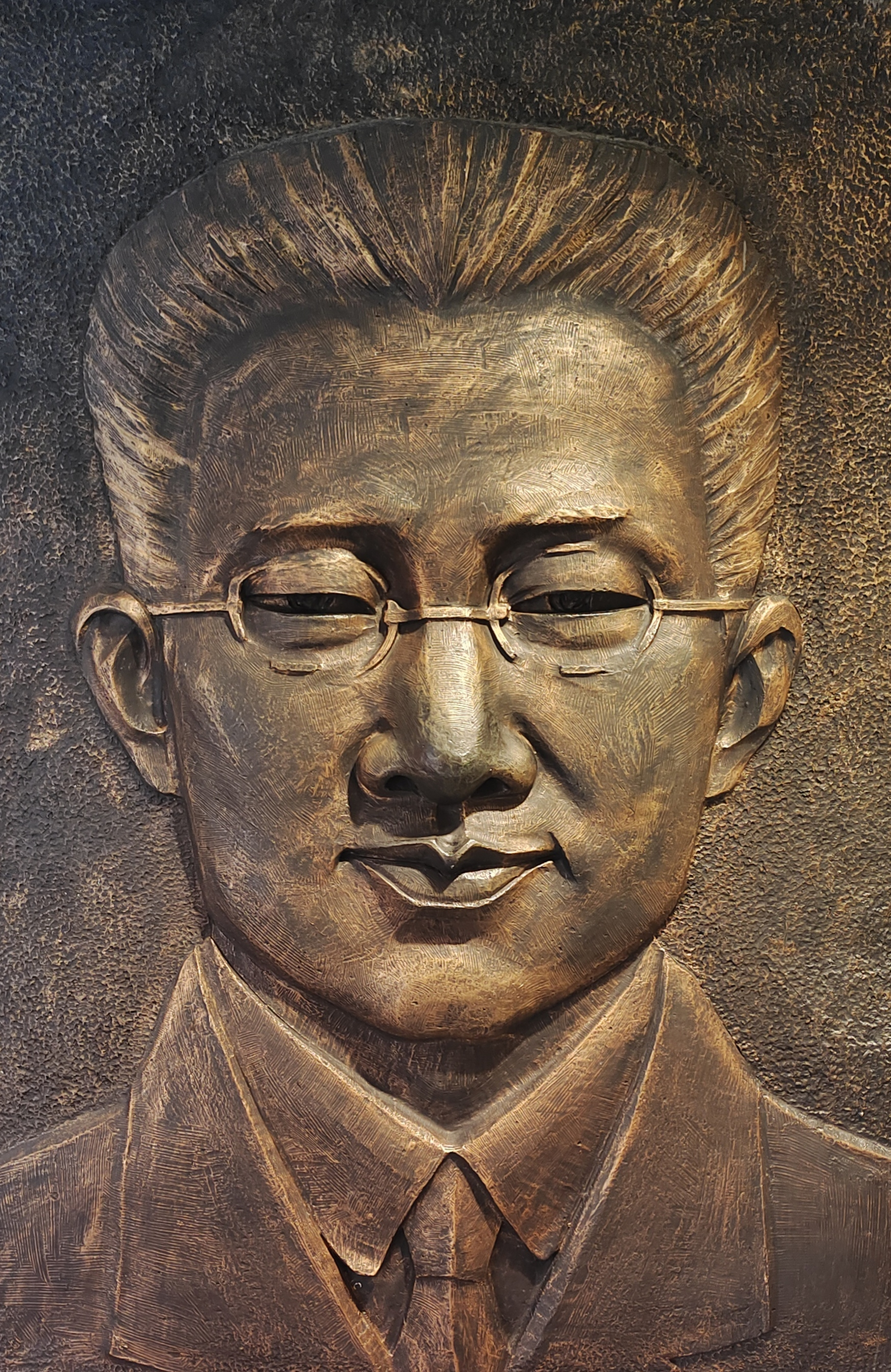
黃負生浮雕，位於湖北省武漢市陳潭秋烈士紀念館

黄负生（1891年7月23日—1922年4月7日:54），原名风清，祖籍安徽省休宁县，生于湖北武昌，早期中国共产党武汉地区人物:54。

## 生平
1891年7月23日，黄负生生于湖北武昌。幼年丧父，依靠母亲做针线和纺织艰难抚养成人:54。
早年就读于武昌工业传习所。1913年，任武昌中华大学国文教员。1917年10月，和恽代英等发起组织互助社。1919年，参加和领导武汉地区的反帝爱国运动。次年秋，参加湖北共产主义小组，系主要成员之一。热心宣传马克思主义和十月革命。1921年秋，任中共武汉区执委会宣传委员兼《武汉星期评论》主编。时任中共武汉区执委会书记包惠僧回忆：“因为当时我们的经济力有限，除了我已成了一个职业革命者以外，黄负生、陈潭秋、刘子通、陈荫林（陈潭秋八弟）、李汉俊诸同志都是一面教书，一面为党工作，只有项德英 （项英）由党开支最底限度的生活费 （每月15元）。”当时，中共活动经费十分困难，黄负生除在中华大学任教外，还在湖北女师、致中公学、武汉中学等多所学校兼课，拿到薪水除养家外，全部拿出来办刊和充当党组织经费:54—57。
1922年4月7日，黄负生因病在武昌逝世。郑凯卿将其安葬于武昌洪山:57。
1945年6月，在延安召开的中国共产党第七次全国代表大会上，追认黄负生为革命烈士。

## 亲属
黄负生逝世后，妻子王纯素在陈潭秋等人照顾下，遵照黄负生遗嘱到江西安源路矿工人俱乐部教工人缝纫，学习文化，自食其力。1937年，抗战全面爆发后，王纯素带着儿子黄钢（时名宏济）、女儿黄铁（时名宏世）回到武汉。八路军驻武汉办事处将兄妹二人送到延安。其后，二人长期从事党的宣传文化工作，成为中共新闻、文艺干部和作家:57。

## 备注
1. 1 2  当代文章一般称黄负生生于湖北武昌[1]:54[2]。当指武昌府江夏县县治所在的武昌府城。